# Ségreville
Ségreville település Franciaországban, Haute-Garonne megyében. Lakosainak száma 336 fő (2022. január 1.). Ségreville Caraman, Beauville, Caragoudes és Toutens községekkel határos.

## Népesség
A település népessége az elmúlt években az alábbi módon változott:
| Lakosok száma | 96   | 87   | 101  | 172  | 247  | 274  | 297  | 320  | 331  | 336  |
|               | 1968 | 1982 | 1990 | 2006 | 2013 | 2015 | 2017 | 2019 | 2020 | 2022 |